# Distrito de Cuyocuyo
Cuyocuyo es un distrito de la provincia de Sandia, ubicada en el departamento de Puno, en el sudeste del Perú.
Desde el punto de vista jerárquico de la Iglesia católica forma parte de la Prelatura de huancané en la Arquidiócesis de Arequipa.

## Demografía
La población estimada en el año 2000 es de 7 345 habitantes.

## Historia
Distrito refundado en 1854 con el nombre de Cuyocuyo, como integrante de la provincia de Carabaya.
El 5 de febrero de 1875 fue anexado a la nueva Provincia de Sandia segregada de la Provincia de Carabaya.
El origen histórico de Cuyocuyo como en todos los pueblos de la antigüedad se pierde en la noche de los tiempos y está envuelto en fábulas como muchos que se cuentan por aquí.
Siglos después el Inca Maita Cápac arribó a dicha quebrada al iniciar su famosa expedición al Collao. Luego organizó un pequeño cacicazgo compuesto de autoridades incaicas, que dictaron una legislación más o menos organizada, pero que no podían impedir las luchas de los cuyocuyos con los llaj´tapatas, Choké Champis y otras tribus primitivas.
Con el tiempo Cuyocuyo formó un señorío o cabeza de Ayllos, hasta que, pasadas algunas centurias y probablemente ya en tiempos pre-republicanos, llegó Francisco de Paula Esquiros, oscuro personaje de origen desconocido. Este realizó "diremos así" la Fundación Española de Cuyocuyo, cuya fecha se ignora. Esquiros ejecutó algunas obras como: La canalización del río Cuyocuyo hacia el Oeste, porque el cauce anterior se desarrollaba al Este, edificó el templo y cementerio cristianos que aún existen.
Finalmente, estableció el servicio republicano de autoridades, asumiendo la gobernación el fundador y unos indígenas de apellidos Kóri y Yanapa los cargos de juez de paz y alcalde respectivamente, por carecerse de personas idóneas.
En años posteriores llegaron nuevos vecinos de origen español e indio como: Kuti Manko, Villanueva, Mansilla, Cortés, Paja, Infanzón, Aguirre, Velazco, Wakisto (probablemente de origen huancavelicano) Rafael Nuñez y otros.
El aspecto material de Cuyocuyo mejoró paulatinamente, continuaron construyendo las casas con techos de paja, a dos aguas, algunas de dos pisos, pero muy anti estéticas, oscuras y húmedas. Esta característica arquitectónica facilitaría años más tarde, en 1937, que un gran incendio local durante la fiesta de San Santiago, cambiara casi la totalidad de la apariencia del antiguo pueblo.
En cuanto a los conquistadores españoles que llegaron a estas regiones, hay abundante literatura pero de escasa difusión, restos de trabajos de minas, acequias, estanques, campamentos y socavones son testimonios de su presencia, así como la fusión muy restringida de razas, que se acentuó más en el Distrito de Patambuco, dando como resultado personas de tipo europeo y apellidos españoles en el campesinado.
El Distrito de Cuyocuyo fue creado por Decreto Supremo del 2 de mayo de 1854, expedido por el Gran Mariscal don Ramón Castilla, en la Casa de Gobierno de la ciudad del Cusco, con el nombre de Cuyo Cuyo, como integrante de la provincia de Carabaya. El 5 de febrero ade 1875 fue anexado a la nueva provincia de Sandia que se separó de Carabaya en virtud a la ley de esa fecha. El origen histórico de Cuyocuyo como en todos los pueblos de la antigüedad se pierde en la noche de los tiempos y está envuelto en fábulas. Una de las tradiciones dice: Cuyocuyo era una tribu bárbara en la quebrada de Chúncho Way´kó, en tiempos preincaicos. Siglos después el Ynca Maitaj Kápaj arribó a dicha quebrada al iniciar su famosa expedición al Kóllao. Luego organizó un pequeño cacicazgo compuesto de autoridades incaicas, que dictaron una legislación más o menos organizada, pero que no podían impedir las luchas de los cuyocuyos con los llaj´tapatas, Choké Champis y otras tribus primitivas

### Etimología
Existen varias leyendas sobre el origen de este nombre en idioma quechua Cuyocuyo mueve según este relato sería por los movimientos telúricos que se presentan por encontrarse en la parte sur lugar de aguas termales. Por esto se dice que este lugar que es la raíz de un volcán.

## Autoridades

### Municipales
- 2019 - 2022[4]
  - Alcalde: Ubaldo Ochochoque Mamani, de golll.
  - Regidores:

  1. Carlos Yanapa Mamani (golll)
  2. Nely Yanapa Ccapayque (golll)
  3. José Huaqui Mamani (golll)
  4. Delia Flores Portillo (Acción Popular)
  5. Riquelme Ccori Ccapayque (Movimiento Andino Socialista)